# Snowy Shaw
Snowy Shaw, nascido Tommie Helgesson em 25 de julho de 1968, é um músico sueco de heavy metal (principalmente um baterista), com sede na cidade portuária de Gotemburgo, na costa oeste da Suécia. Ele já tocou com muitas bandas de metal, como King Diamond, Dream Evil, Mercyful Fate, IllWill, Notre Dame. Em 24 de agosto de 2010, ele foi anunciado como o novo baixista e vocalista da banda de symphonic black metal Dimmu Borgir, embora um dia depois, ele saiu e voltou Therion .
Snowy é adepto de tocar guitarra , bem como tambores e lateralmente caracterizado como principal compositor do Dream Evil.
Em outubro de 2006 Snowy se juntou a banda de metal sinfônico Therion, cantando no álbum Gothic Kabbalah e participando da turnê de 2007, juntamente com o cantor já estabelecido Mats Levén.
Snowy também trabalha como fotógrafo e designer de bandas e artistas, e arranjou trabalhos promocionais para bandas como Falconer, Easy Action, Engel, Loud N´Nasty, Therion, Hellfueled, The Crown, Wolf, Dream Evil, Amon Amarth.